# Balearen
De Balearen (Catalaans: Les Illes en Balears of kortweg Illes Balears, Spaans: Islas Baleares of kortweg Baleares) is een eilandengroep in de Middellandse Zee, ten oosten van het Spaanse vasteland. Ze zijn een van de zeventien autonome regio's van Spanje en zijn tevens een provincie. De hoofdstad is Palma.

## Geografie
De Balearen omvatten vier hoofdeilanden met permanente bewoning: Mallorca, Menorca, Ibiza (Catalaans: Eivissa) en Formentera. Andere kleinere eilanden zijn Cabrera, dat het Nationaal park Archipiélago de Cabrera huisvest, Espalmador, Aire en Dragonera. De westelijkste Balearen, waaronder Ibiza en Formentera, heten samen de Pitiusen of Pijnboomeilanden. De oostelijke Balearen, waaronder Mallorca en Menorca, heten samen de Gymnesen.
| Locatie | Foto | Vlag | Spaans     | Catalaans  | Hoofdstad  |
| ------- | ---- | ---- | ---------- | ---------- | ---------- |
|         |      |      | Menorca    | Menorca    | Maó        |
|         |      |      | Mallorca   | Mallorca   | Palma      |
|         |      |      | Cabrera    | Cabrera    | -          |
|         |      |      | Ibiza      | Eivissa    | Ibiza      |
|         |      |      | Formentera | Formentera | Formentera |

## Taal
Op de Balearen wordt door de vaste bewoners Catalaans en Spaans gesproken. Het Catalaans is van een andere variëteit dan dat van bijvoorbeeld Barcelona en staat onder taalkundigen bekend als het Balearisch. Het Balearisch is zelf nader verdeeld in verschillende eilandspecifieke dialecten en de bewoners van de eilanden gebruiken zelf de lokale naam, zoals het "Mallorquí" op Mallorca, het "Eivissenc" op Ibiza en het "Menorquí" op Menorca. Zo'n 70% van de inwoners van de Balearen zegt Catalaans te kunnen spreken, dit is echter inclusief Catalaans zoals dat op het vasteland wordt gesproken.

## Sport
Van 2004 tot 2011 was de eilandengroep hoofdsponsor van de voormalige wielerploeg Banesto.
Van 1988 tot 1998 werd jaarlijks het Open de Baleares van de Europese PGA Tour gespeeld.

## Demografische ontwikkeling
In 2019 had Balearen een vruchtbaarheidscijfer van 1,14 kinderen per vrouw, hetgeen ongeveer 7,3% lager was dan het Spaanse gemiddelde van 1,23 kinderen per vrouw. Desalniettemin behoorde Balearen in 2019 tot een van de vijf Spaanse autonome gemeenschappen en steden met een positieve natuurlijke bevolkingsgroei. De gemiddelde levensverwachting in 2019 bedroeg ongeveer 83,6 jaar voor de totale bevolking - dit was vergelijkbaar met het landelijke gemiddelde.
Bron: INE
Opm: Bevolkingscijfers in duizendtallen